# Jaroslav Mašek (malíř)

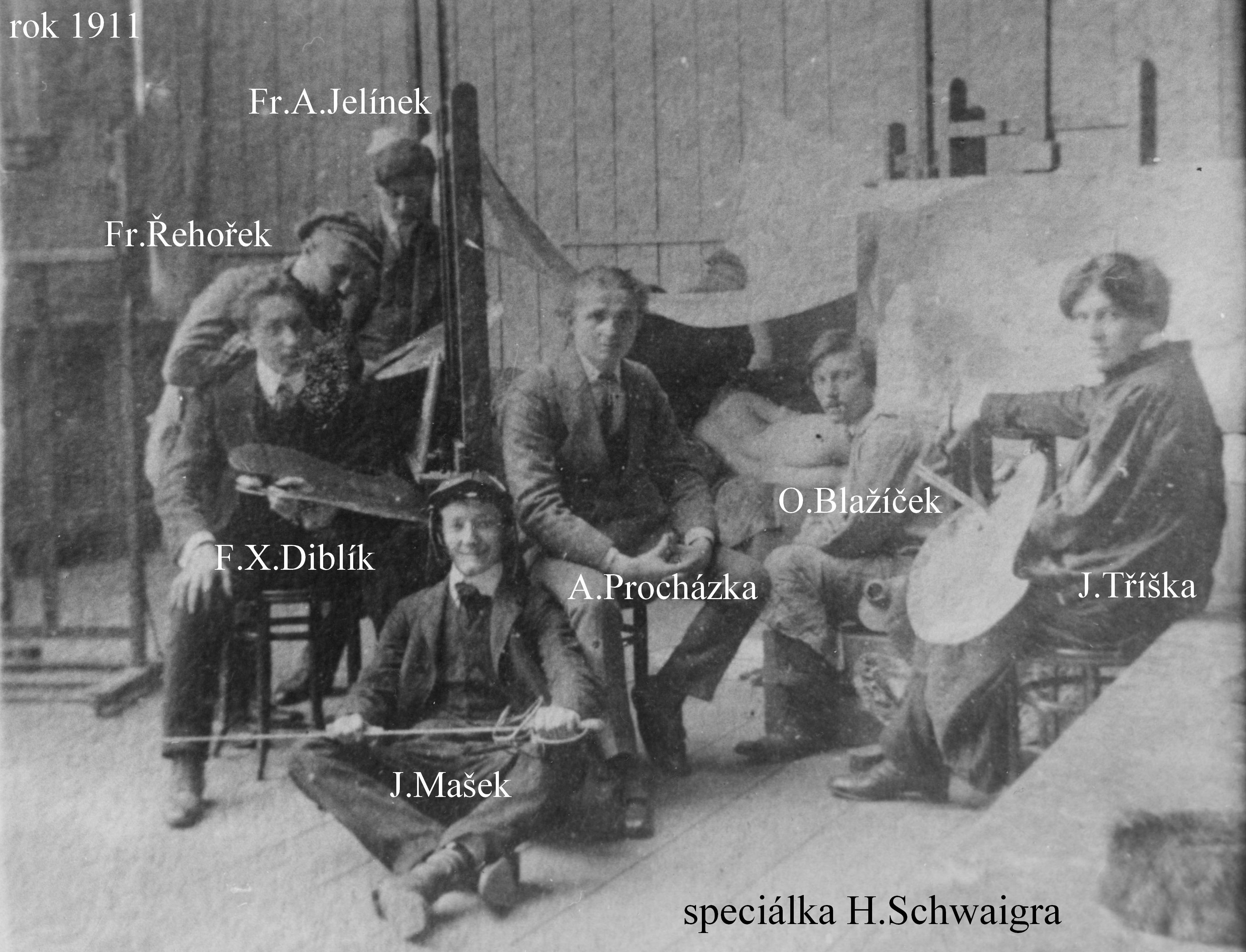
AVU v Praze, žáci speciálky H. Schwaigra – Fr. A. Jelínek, Fr. Řehořek, F. X. Diblík, J. Mašek, A. Procházka, O. Blažíček a J. Tříška v roce 1911

Jaroslav Mašek (4. ledna 1891 Plzeň – 29. listopadu 1926 Dobřany) byl český akademický malíř.

## Život
Narodil se v Plzni, v rodině bednáře Karla Maška. V roce 1907 začal studovat na pražské malířské akademii postupně u profesorů Bohumíra Roubalíka, Maxmiliána Pirnera a následně ve speciálce, kterou vedl profesor Hanuš Schwaiger. V rámci studia studoval venkov na Chodsku, Moravě a Slovensku. V letech 1912–1913 pobýval na Domažlicku. Koncem roku 1913 narukoval do rakousko-uherské armády. V armádě byl až do konce první světové války. V letech 1919–1920 maloval většinou krajiny a podobizny. Rád ztvárňoval na svých obrazech rovněž zvířata v plenéru, ale i ve stáji. Jako jeden z členů „Západočeských výtvarníků“ vystavoval na mnoha místech u nás, zejména však v Plzni. Nějaký čas působil v Postřekově. Kolem roku 1923 dostal stipendium a odjel do Paříže. Do vlasti se vrátil nemocný a v listopadu 1926 zemřel v Dobřanech. V roce 1930 mu byl v Plzni odhalen pomník. Jeho bratr Karel Mašek (1883–1962) byl rovněž malířem, grafikem a karikaturistou.

## Galerie

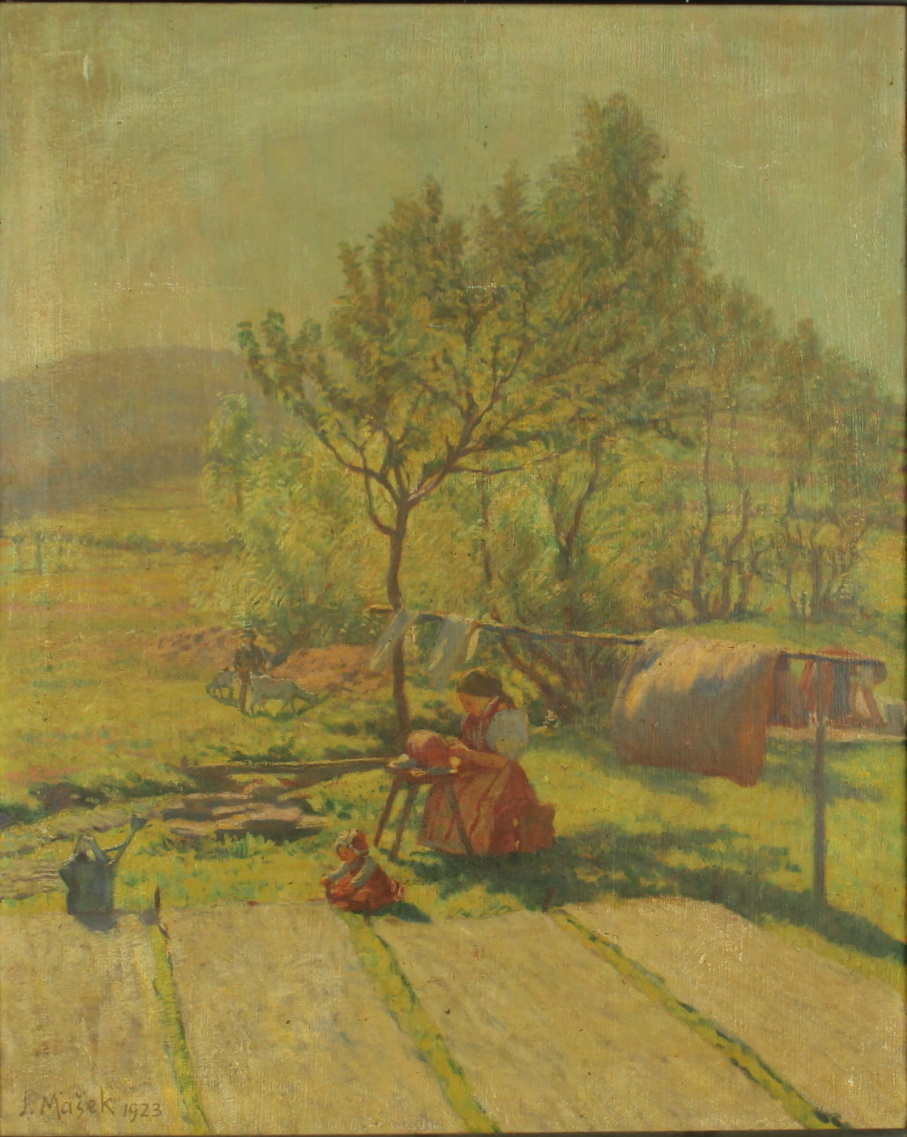
Jaroslav Mašek – Za chalupou (1923)
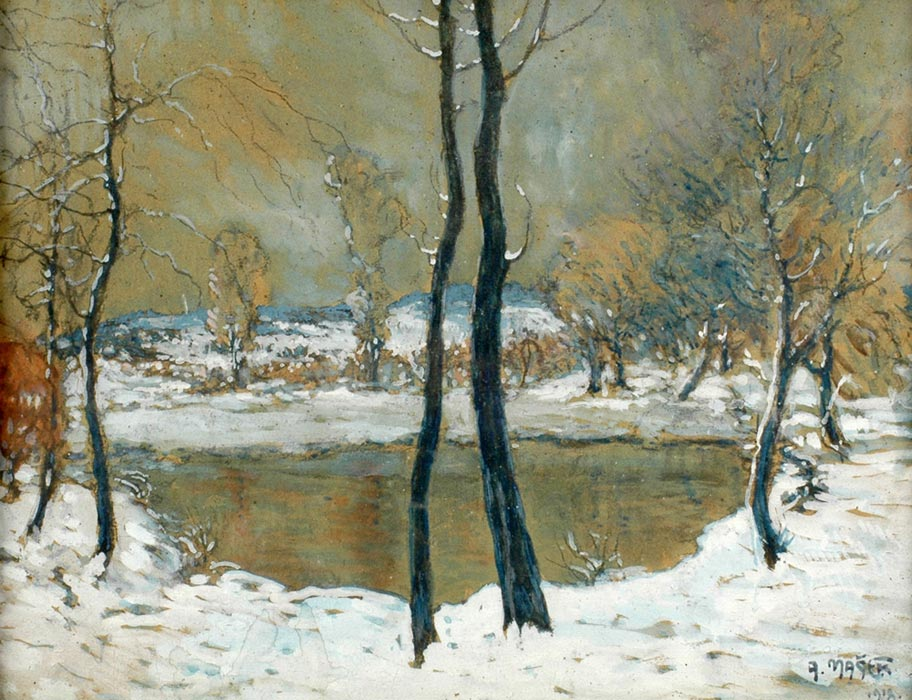
Jaroslav Mašek – Zimní krajina (1912)
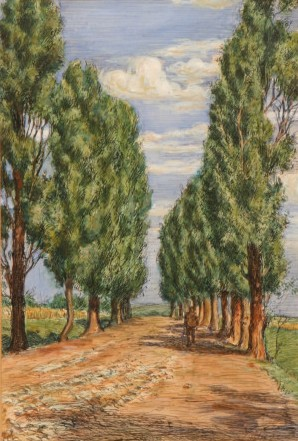
Jaroslav Mašek – Alej topolů
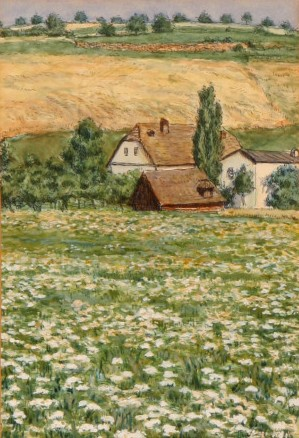
Jaroslav Mašek – Louka s chalupou